# Trichieurina athletica
Trichieurina athletica är en tvåvingeart som först beskrevs av Lidia Ivanovna Fedoseeva 1974.  Trichieurina athletica ingår i släktet Trichieurina och familjen fritflugor. Inga underarter finns listade i Catalogue of Life.